# Stimulateur de défense des plantes
Les  « stimulateurs de défense des plantes ou SDP »,, représentent une nouvelle génération d’intrants des cultures destinés à induire le système immunitaire des plantes pour qu’elles se protègent elles-mêmes contre leurs bioagresseurs (champignons, bactéries, virus, insectes).
Initialement appelés « Stimulateurs de défenses naturel(le)s des Plantes » ou SDN, la communauté scientifique promeut désormais l’utilisation du terme SDP afin d’éviter l’ambiguïté du terme « naturel(le) » qui peut se rapporter aux défenses ou au produit lui-même,.

## Définition
Un SDP se définit comme tout produit (substance chimique, extrait naturel de micro- ou macroorganismes, élément minéral, microorganisme vivant non pathogène...) qui, appliqué sur une plante, est capable de promouvoir un état de résistance significativement plus élevé par rapport à une plante non traitée face à des stress biotiques. Un SDP strict n’a pas d’action biocide sur les bioagresseurs mais est perçu par la plante comme un message d’alerte. Celle-ci va réagir en préparant (potentialisation) ou en mettant en place (élicitation) différents mécanismes de défense, qui peuvent conduire à la rendre plus résistante aux attaques de bioagresseurs.

## Réglementation
Du fait de leur revendication en protection des cultures vis-à-vis des bioagresseurs, ils sont soumis à homologation en tant que produits phytopharmaceutiques.
Une classification des intrants des cultures est schématisée ci-dessous.
Ce schéma se lit comme un tableau, en vertical et en horizontal. À titre d’exemple :
- Les biostimulants : quels que soient leur composition et leur mode d’action, ils ne peuvent pas revendiquer d’effet de protection contre des stress biotiques
- Les SDP : c’est un mode d’action qui répond à des usages de protection contre les stress biotiques, ils peuvent être de biocontrôle, UAB ou des PPP conventionnels en fonction de la composition du produit.

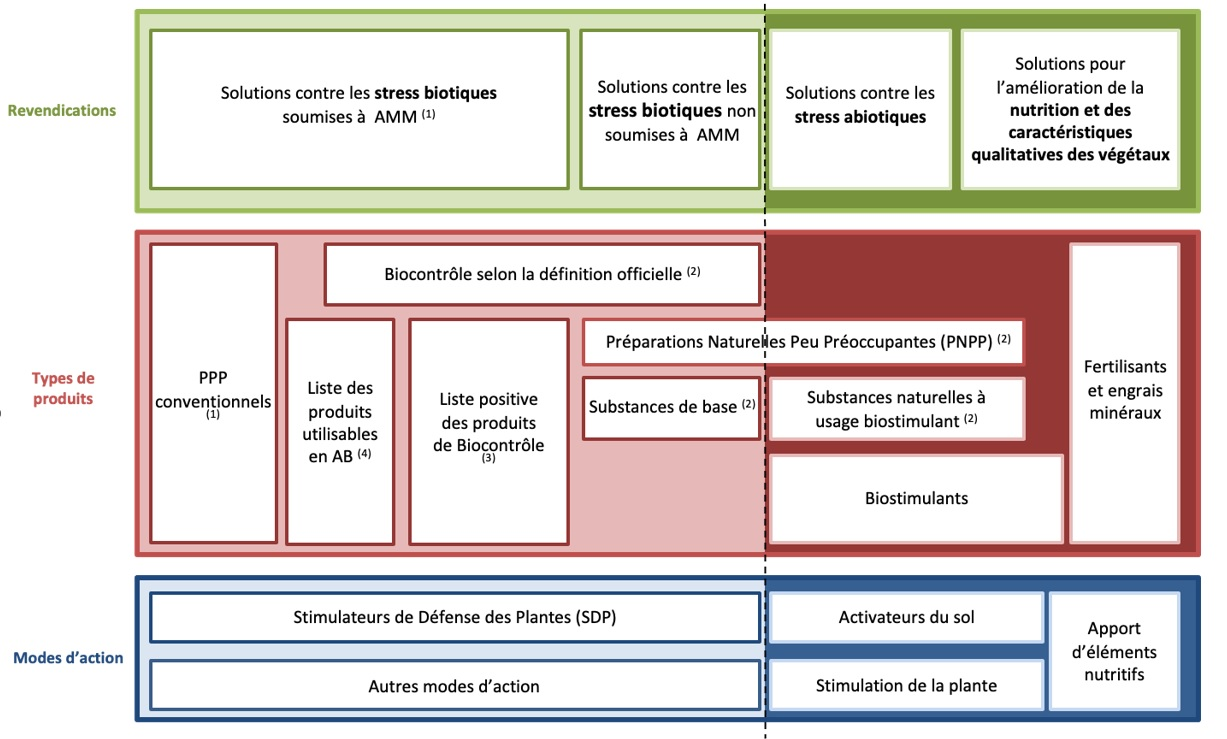
Figure: Classification des intrants de culture. Il y a plusieurs niveaux qui permettent de distinguer les différents produits utilisés en protection et en nutrition des plantes, au niveau règlementaire: la revendication d’usage, le type du produit (en fonction notamment de sa composition) et son mode d’action (blocs horizontaux vert, rouge et bleu respectivement). Les revendications en lien avec les stress biotiques sont de couleurs claires (partie gauche du schéma) et les autres (stress abiotique, qualité des productions…) de couleurs foncées (partie droite du schéma).(1) Règlement CE 1107/2009 ; (2) Loi n° 2014/1170 d'avenir pour l'agriculture, l'alimentation et la forêt ; (3) Note de service de la DGAL ; (4) Annexe II du Règlement CE n° 889/2008, modifié par le Règlement d'exécution CE n°673/2016.

La grande majorité des SDP sont d’origine naturelle. Ils peuvent être intégrés ou non aux listes AB (agriculture biologique), biocontrôle  ou encore préparation naturelle peu préoccupante (PNPP) selon différents critères : nature des matières actives et impact sur la santé et l’environnement. Concernant le biocontrôle, ils peuvent appartenir à deux catégories : les substances naturelles et les microorganismes. Par ailleurs, ils incluent également des produits dont la matière active est une molécule issue de la synthèse chimique et considérés au niveau règlementaire au même titre que des produits conventionnels : c’est notamment le cas de l’Acibenzolar-S-methyl (ASM).

## Mode d'action
Leur mode d’action est basé sur la reconnaissance du « non-soi » ou du « soi modifié » par la plante, qui peut déclencher différentes voies de signalisation aboutissant à la mise en place de mécanismes de défense. Ces mécanismes recouvrent à la fois des barrières physiques comme le renforcement des parois et des barrières chimiques comme la production de composés antimicrobiens, insecticides ou répulsifs, qui sont très variés dans chaque espèce végétale. À noter qu’il peut exister des antagonismes entre les voies de signalisation :  un seul SDP ne peut induire l’ensemble des défenses d’une plante mais peut seulement stimuler une partie des mécanismes immunitaires.
Ce mode d’action est donc très différent d’un mode d’action visant un effet direct d’inhibition, d’antagonisme ou de destruction (action biocide) du bioagresseur. Mais certains produits peuvent cumuler plusieurs modes d’action, par exemple une action SDP et biocide.
Pratiquement, les traitements à l’aide de SDP doivent être utilisés en prévention et renouvelés car leur persistance d’action peut être limitée. Au-delà d’une certaine pression parasitaire, un traitement chimique d’appoint est recommandé.
Le fait pour une substance d'appartenir à la catégorie SDP ou SDN n’est pas une garantie d’innocuité, même si la plupart de ces produits présente un risque toxicologique et écotoxicologique faible.
Du fait de la complexité des mécanismes mis en jeu et de la confusion possible entre les modes d’action des produits, une méthodologie précise d’évaluation des produits SDP a été définie. Il est fortement conseillé de se rapprocher de laboratoires spécialisés dans la caractérisation des réactions de défense des plantes au niveau cellulaire si on veut objectiver un effet spécifique de type SDP.

## Effets non intentionnels
L’activation du système immunitaire est consommateur d’énergie qui peut alors être détournée du métabolisme primaire (sauf dans le cas d’un potentialisateur – effet priming,), indispensable à la croissance, au développement et à la reproduction : production de sucres, d‘acides aminés, d’acides gras,  ….
C’est le compromis (ou « trade-off » en anglais) croissance-défense qui pourrait nécessiter une utilisation raisonnée des SDP pour ne pas avoir de conséquences négatives sur le rendement.  Par leur mode d’action et les éventuels antagonismes entre voies de défenses, il faut également s’assurer que leur utilisation ne favorise pas des bioagresseurs non ciblés et n’empêche pas le développement de microorganismes bénéfiques.

## Facteurs influençant l'efficacité
De nombreux facteurs peuvent impacter la physiologie de la plante et sa capacité à déclencher son système immunitaire, et donc potentiellement influencer l’efficacité des SDP :
- la variété et son fond génétique,
- les pratiques culturales (fertilisation, biostimulants, régulateurs de croissance, irrigation, travail du sol, taille...),
- le climat (température, hygrométrie, UV...),
- les interactions avec d’autres organismes vivants (microflore du sol ou aérien, bioagresseurs, autres végétaux...).

Par ailleurs, formulation du produit, dose, mode d’application peuvent également conditionner la capacité du SDP à pénétrer dans les tissus pour déclencher l’immunité.

## Intégration dans les systèmes de culture
La limite actuelle pour une utilisation des SDP en pratique est de comprendre comment les intégrer dans les systèmes de production. En effet, ils doivent être placés en amont des risques d’infection, pour laisser le temps à la plante de mettre en place son système immunitaire.
D’autre part, les facteurs influençant l’efficacité de chaque SDP sont encore insuffisamment compris et maîtrisés pour donner des préconisations précises aux producteurs. À ce titre, les pratiques qui visent surtout à améliorer la productivité de la culture, pourraient avoir des conséquences négatives sur la capacité de la plante à induire son système immunitaire.
Les SDP n’ont que des effets partiels et doivent nécessairement être combinés à d’autres leviers de lutte contre les bioagresseurs (résistance variétale, autres biosolutions...). En particulier, la pression parasitaire, si elle est trop forte, peut déborder le système immunitaire, d’où la nécessité de maintenir des mesures visant à la réduire comme la prophylaxie. Ces produits doivent donc être utilisés dans une approche systémique pour qu’ils puissent exprimer toute leur potentialité.